# Léo Bittremieux
Léo Bittremieux, né le 4 septembre 1880 en Belgique à Sijsele, en Flandre-Occidentale, et mort le 21 septembre 1946 à Boma, au Congo belge, est un missionnaire scheutiste belge qui fut aussi ethnologue et philologue.

## Biographie

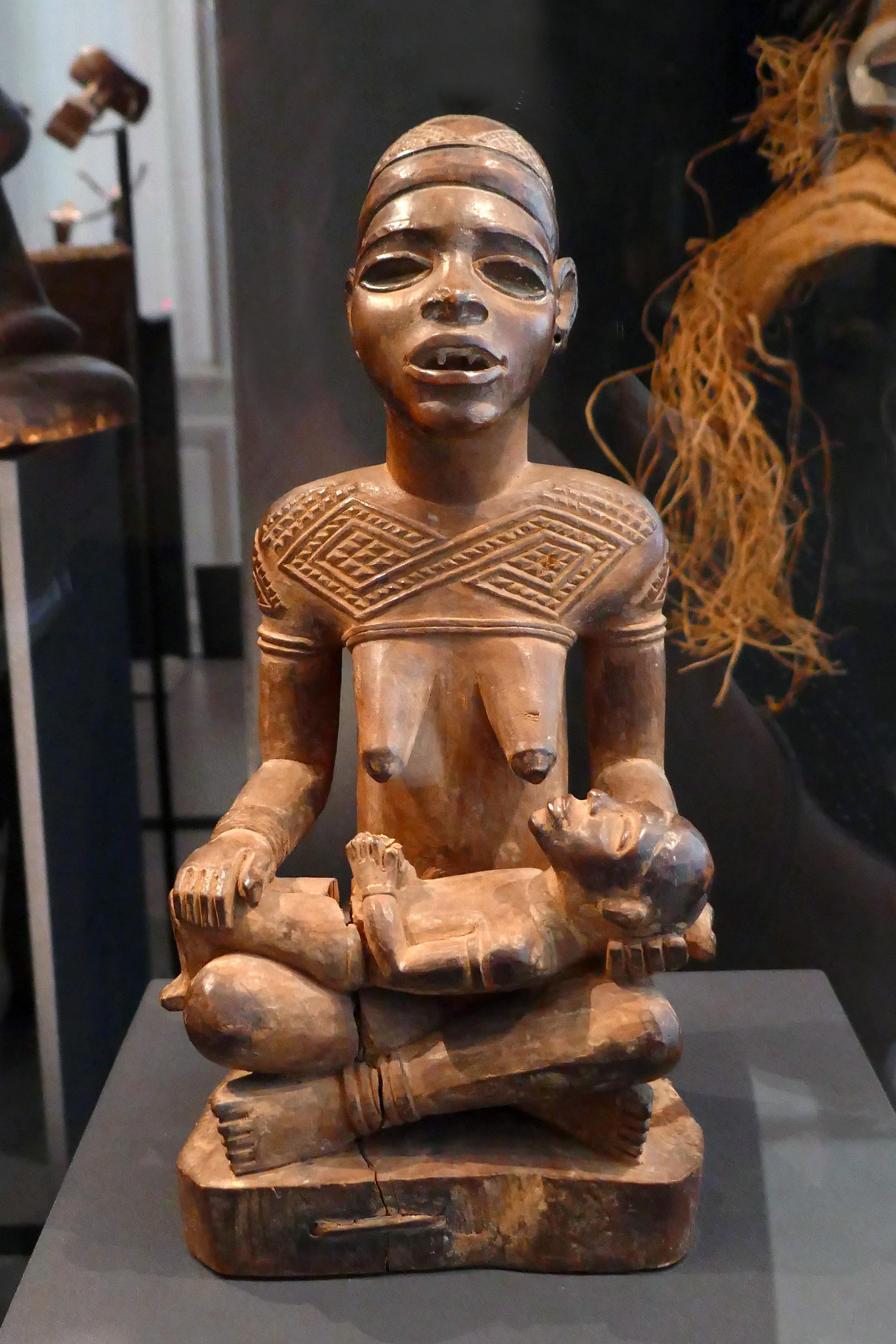
Maternité phemba (Yombe) collectée par le père Bittremieux dans les années 1930.

Bittremieux travaille quelque temps au Congo occidental dans le pays Mayombé au Congo belge, au nord de l'embouchure du Congo. En plus de son travail de missionnaire, il effectue des recherches anthropologiques et sociologiques et étudie les langues des peuplades du pays Mayombé. Il s'est opposé parfois aux autorités de sa congrégation qui mettaient plutôt en avant la vulgarisation du lingala comme langue de liaison pour le commerce et la communication entre tribus. Pendant la Première Guerre mondiale, il est aumônier des troupes au Cameroun. Le P. Bittremieux collectionne aussi des figures rituelles et des objets du peuple Yombé qui se trouvent aujourd'hui dans différents musées belges.
Léo Bittremieux est le frère du théologien Jozef Bittremieux.

## Publications
- De geheime sekte der Bakhimba's, Leuven, J.Reekmans-Vanderwaeren 1911
- Mayombsche namen (1911, 2e éd. 1934).
- Mayombsche penneschetsen, Brugge-Sint-Michiel, 1914
- Mayombsche Sprokkelingen, 1920
- Vertellingen uit Mayombe, 1923
- Mayombsch Idioticon. Gent, 1923. 2 vols. Kon. Vlaamsche Academie voor Taal- & Letterkunde, 7 / Teil III: Verbeteringen en aanvullingen, Plantkundige woordenlijsten en Zakenregister. Verlag, Brussel, 1927
- Mayombsche Volkskunst (1924).
- Vertellingen uit Mayombe (1924).
- Van een Ouden Blinden Hoofdman, 1925
- Wit en zwart : Schetsen en verhalen uit de Kongo-Missie. Leuven : Vlaamsche Drukkerij, 1930
- Zielezangen. Leuven, 1930. Met portret. 115 Blz.
- Mayombsche Namen. Leuven, 1934 (Détails)
- La Société secrète des Bakhimba au Mayombe. Bruxelles : Falk, 1936 (Mémoires / Institut Royal Colonial Belge, Section des Sciences Techniques / Institut Royal Colonial Belge (Bruxelles) / Section des sciences techniques. – Bruxelles : Inst., 1935 ; 5,3)
- Ce que je pense de l'art indigène ?, Lophem, in: Artisan Liturgique, 1936
- La Société secrète des Bakhimba au Mayombe (1936).
- Symbolisme in de Negerkunst, Brussel  , Vromant 1937 (Bibliothèque Congo – Congo bibliotheek. Nouvelle série-Nieuwe reeks nr.)
- De Kongoleesche spraakkunst op nieuwe banen, 1937
- Woordkunst der Bayombe. Lied en spel, dans en tooneel in Beneden-Kongo, 1937, Leuvense studieën en tekstuitgaven